# Бар чаймс

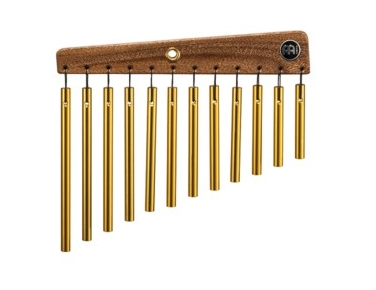

Ба́р ча́ймс (англ. bar chimes) — самозвучащий ударный музыкальный инструмент, родственный традиционным азиатским ветряным колокольчикам.
Инструмент был введён в обиход перкуссионистов американским ударником Марком Стивенсом, в честь которого получил оригинальное название mark tree, широко распространённое на Западе. В России больше распространено название bar chimes.
Металлические трубочки разной длины, из которых составлен инструмент, звучат от соприкосновения друг с другом. Музыкант, играющий на бар чаймс, проводит по колокольчикам рукой или металлической палочкой, приводя их в движение. В зависимости от направления движения, возможно восходящее и нисходящее звучание. Колокольчики инструмента не настраиваются на ноты, но чаще всего, разница в звучании соседних трубочек примерно равна полутону.
Бар чаймс используется для характерного специального эффекта, который чаще всего встречается в эстрадной музыке, а также в джазе и современной классической музыке. Широко применяется также в творчестве группы The Cure.

## Названия
В нотах чаще всего встречаются названия bar chimes или mark tree; в разговорной речи — чаймс или чимес. Также встречаются ошибочные названия инструмента: Wind Chimes, Эолова арфа и др.